# Lotario I di Walbeck
Lotario I (902 – Lenzen, 4 o 5 settembre 929) fu conte di Walbeck, di parentela sconosciuta.

## Biografia
Lotario era il bisnonno di Tietmaro di Merseburgo, ed è spesso confuso in fonti genealogiche con l'altro bisnonno di Tietmaro con lo stesso nome, Lotario II, conte di Stade.
Lotario morì il 4 o il 5 settembre del 929 combattendo con gli slavi nella battaglia di Lenzen, così come il conte di Stade Lotario II. Tietmaro descrive i suoi bisnonni (chiamati anche Liutario), come "distinti, ottimi guerrieri, famosissimi di stirpe consolazione della patria".
Alla sua morte, Lotario fu succeduto come conte di Walbeck da suo figlio e omonimo.

## Matrimonio e figli
Il nome della moglie di Lotario è sconosciuto. Essi ebbero un figlio:
- Lotario II il Vecchio, conte di Walbeck.